# Route nationale 584
Die N584 war von 1933 bis 1973 eine französische Nationalstraße, die zwischen der N107bis am Col de Jalcreste und der N583 nordwestlich von Saint-Jean-du-Gard verlief. Ihre Länge betrug 25,5 Kilometer.